# 8818 Hermannbondi
8818 Hermannbondi este un asteroid din centura principală, descoperit pe 5 septembrie 1985, de H. Debehogne.